# Timoclea pygmaea
Timoclea pygmaea är en musselart som först beskrevs av Jean-Baptiste Lamarck 1818.  Timoclea pygmaea ingår i släktet Timoclea och familjen venusmusslor. Inga underarter finns listade i Catalogue of Life.